# Ivan Stedman
Ivan Cuthbert Stedman (Oakleigh, Melbourne, 13 d'abril de 1895 – Prahran, Melbourne, 17 de gener de 1979) va ser un nedador australià que va competir a l'inici del segle xx.
El 1910-11 va guanyar els campionats júniors de Victòria de les 100, 200 i 300 iardes. El 1912 guanyà el Campionat de Victòria de 220 iardes, però problemes respiratoris i una operació a la gola van impedir que prengués part als Jocs Olímpics de 1912. Amb l'inici de la Primera Guerra Mundial es va allistar a l'exèrcit, sent ferit a la batalla del Somme.
El 1920 va prendre part en els Jocs Olímpics d'Anvers, on va disputar tres proves del programa de natació, a banda de ser l'abanderat de l'equip nacional. En el relleu 4x200 metres lliures guanyà la medalla de plata, fent equip amb Henry Hay, William Herald i Frank Beaurepaire. En els 200 metres braça fou cinquè i en els 100 metres lliures quedà eliminat en sèries.
El 1924, als Jocs de París, va disputar tres proves del programa de natació. Guanyà la medalla de plata en el relleu 4x200 metres lliures, tot i que tan sols disputà les sèries. En els 200 metres braça i els 100 metres lliures quedà eliminat en sèries.
A nivell nacional guanyà els campionats de 100 iardes (1920 i 1921), 220 iardes braça (1921, 1924 i 1927) i 440 iardes braça (1927).